# Taufbecken Frontenac (Gironde)

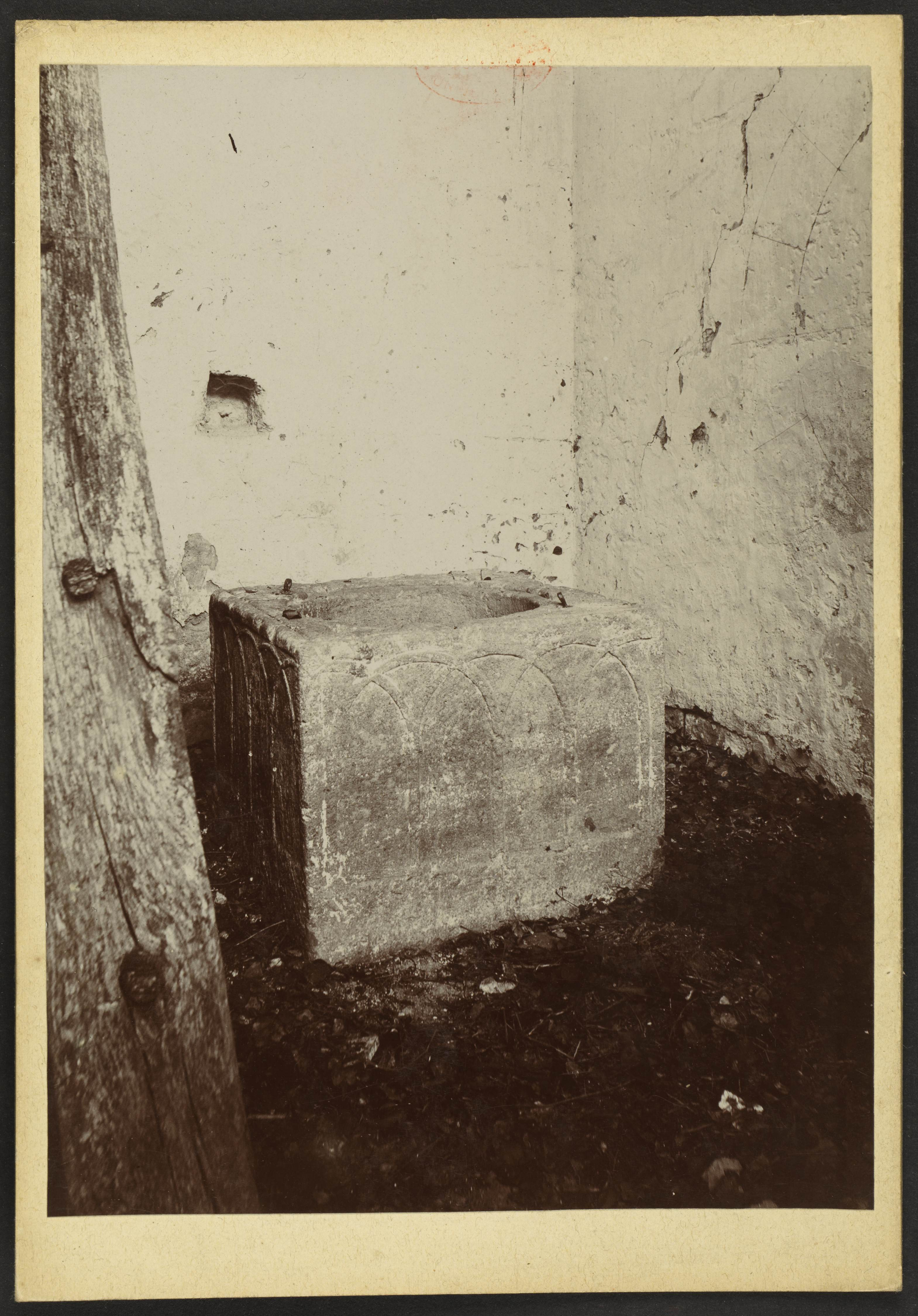
Taufbecken in Frontenac (Foto von Jean-Auguste Brutails, um 1900)

Das Taufbecken in der Kirche Ste-Présentine in Frontenac, einer französischen Gemeinde im Département Gironde der Region Nouvelle-Aquitaine, wurde im 12. oder 13. Jahrhundert geschaffen. Im Jahr 1908 wurde das romanische Taufbecken als Monument historique in die Liste der denkmalgeschützten Objekte (Base Palissy) in Frankreich aufgenommen.
Das steinerne Taufbecken besteht aus einem rechteckigen Steinbecken, das 66 cm hoch und 88 cm breit ist. An drei Außenseiten ist es mit Rundbögen verziert.